# Spiro Ristowski
Spiro Ristowski (mac. Спиро Ристовски; ur. 6 lipca 1981 w Skopju) – północnomacedoński prawnik i polityk. Pełnił funkcję ministra pracy i polityki społecznej (2011–2013) oraz ministra edukacji i nauki (2013–2014).

## Życiorys
W 2005 roku ukończył studia prawnicze na Uniwersytecie Świętych Cyryla i Metodego w Skopju, następnie pracował w swoim zawodzie przez rok. W latach 2007–2008 pełnił funkcję wicedyrektora firmy ubezpieczeniowej MAPAS (mac. МАПАС).
W latach 2008–2011 pełnił funkcję wiceministra pracy i polityki społecznej, natomiast 28 lipca 2011 został szefem danego ministerstwa. W związku z rekonstrukcją trzeciego rządu Nikoły Gruewskiego, 28 maja 2013 roku szefem kierowanego przez siebie resortu został Dime Spasow, natomiast następnego dnia Ristowski zastąpił Pancze Kralewa na stanowisku ministra edukacji i nauki. Przestał pełnić tę funkcję w dniu 19 czerwca 2014 roku, jego następcą został Abdylaqim Ademi. 10 lipca 2014 roku Ristowski został wiceministrem tegoż resortu.
20 lutego 2019 roku został aresztowany pod zarzutem współorganizowania ataku na Zgromadzenie Republiki Macedonii z 27 kwietnia 2017 roku. 16 stycznia 2024 roku Europejski Trybunał Praw Człowieka wydał wyrok, w którym stwierdzono, że Ristowski był bezpodstawnie przetrzymywany przez ponad 20 miesięcy, w związku z czym zarządzono wobec niego odszkodowanie od państwa.